# Гринявский хребет
Гринявский хребет (Гринявские горы, Гринявы) — горный массив в Украинских Карпатах на юге Ивано-Франковской области, в междуречье Чёрного и Белого Черемоша. 

## География
Гринвский хребет с севера примыкает к Верховинско-Путильскому низкогорью. Самая высокая вершина — гора Погребина с высотой 1605,3 метров над уровнем моря. 
В Гринявские горы входят хребты: Пнивье,  Прилучный, Озирнинский, Ватонарка, а также хребет Лосова, который простирается между Белым Черемошем и верховьям Сучавы. Коньковая линия Гринявских гор извилистая, с многочисленными вершинами: Погребина (1605,3 м), Ростоцкая (1527 м), Скупова (1583 м), Жирный Прислип (1581 м), Тарница (1553 м), Огленда (1463 м), Листувата (1525м) и др. Западный склон гор короткий и крутой, восточный — пологий и низкий. Горы имеют высоту примерно 1350—1400 м и покрыты преимущественно хвойными лесами (ель, пихта), выше — горные долины. Верхнюю границу леса в Гринявских горах образуют природный территориальный комплекс с еловыми древостоями, здесь она проходит в среднем на высотах 1450-1550 м. Район выпасного животноводства, значительно заселён, однако сравнительно труднодоступен. 
Развивается экотуризм.

## Источник
- Географическая энциклопедия Украины